# Вейнгарт, Иоахим
Иоахим Вейнгарт (фр. Joachim Weingart; 1895, Дрогобыч, Австро-Венгрия — после 17 июля 1942, Освенцим) — польский и французский художник еврейского происхождения. Представитель Парижской школы.

## Биография
Родился в семье торговца вином. С 1912 года обучался в школе прикладного искусства в Веймаре, в 1914 году продолжил учёбу в Венской академии изобразительных искусств.
После окончания Первой мировой войны жил в Дрогобыче и Львове. В 1921—1923 годах брал уроки живописи в Берлине в студии А. П. Архипенко. Там познакомился с Зигмундом Менкесом и Альфредом Абердамом. В сентябре 1923 года в штаб-квартире Общества друзей изобразительного искусства во Львове состоялась его первая персональная выставка.
В 1923 году И. Вейнгарт и З. Менкес переехали в Париж, где жили в «Hôtel Medical», пристанище художников, где тогда же жили Евгений Зак и Марк Шагал.
В Париже Вайнгарт присоединился к художникам Парижской школы.
Там И. Вейнгарт, Альфред Абердам, Леон Вайсберг и Зигмунд Менкес основали «Группу четырёх», ставшей частью экспрессионистского направления Парижской школы. Группа просуществовала до 1925 года, вместе они выставлялись в галерее «Au Sacre du Printemps» Яна Сливинского.
В 1925 году Вейнгарт переехал в студию на Монпарнасе. В 1932 году состоялась персональная выставка художника в Варшаве.
30 апреля 1942 года И. Вейнгарт был арестован гестапо и депортирован в концлагерь Освенцим, где погиб после 17 июля 1942 года.

## Галерея

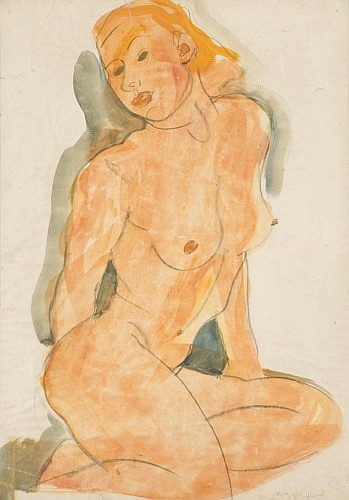
Акт акварель
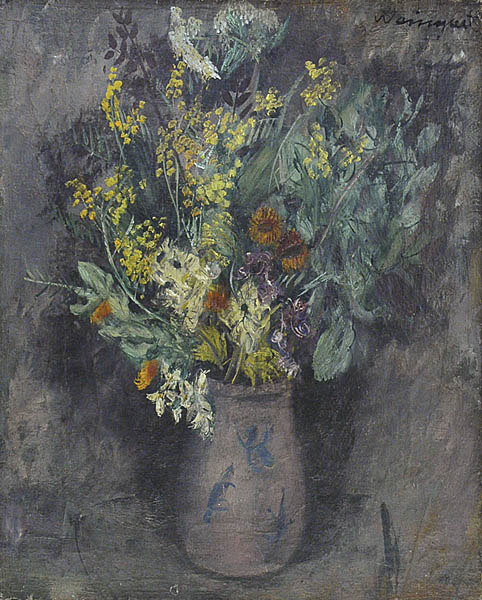
Мимозы
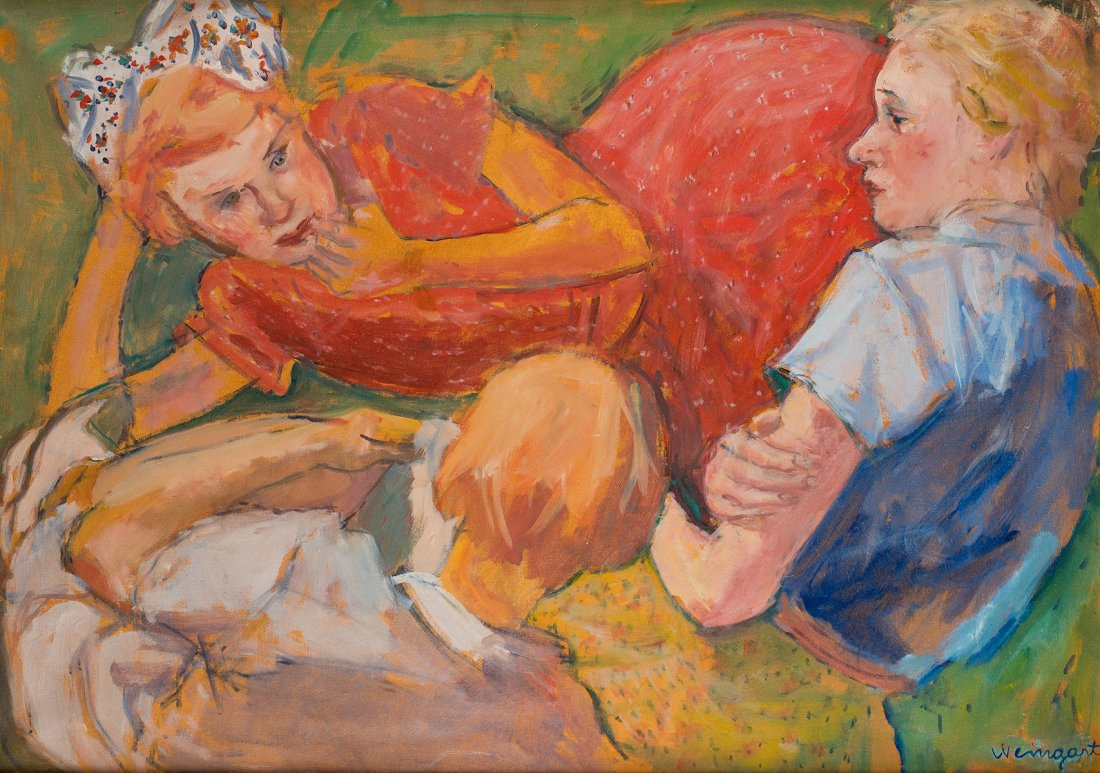
Разговор
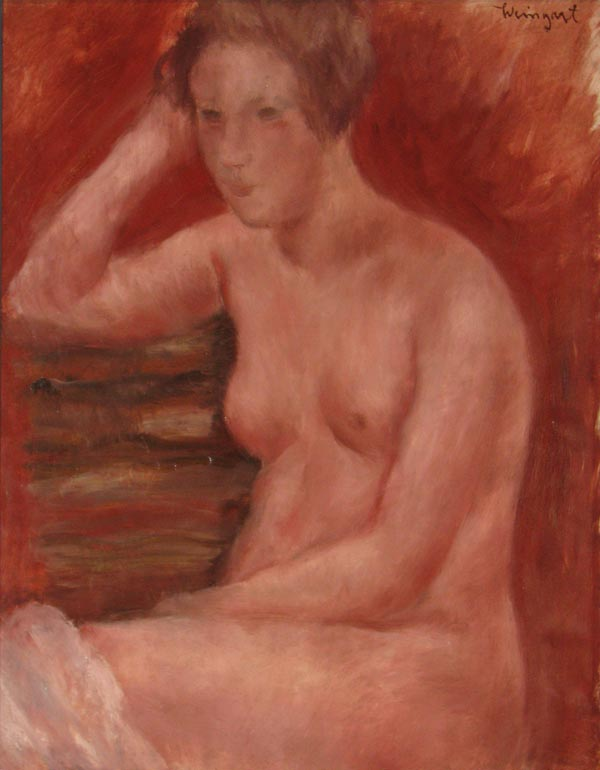
Акт красный
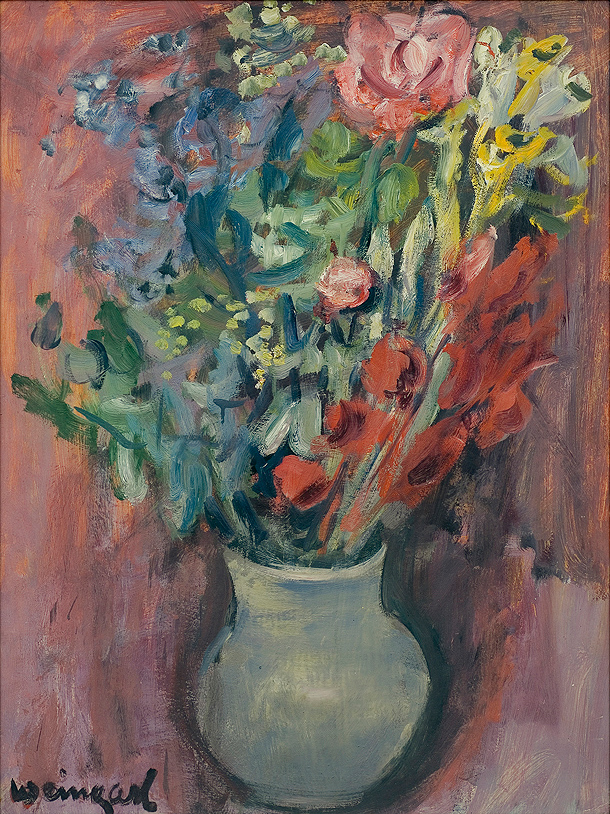
Цветы в вазоне
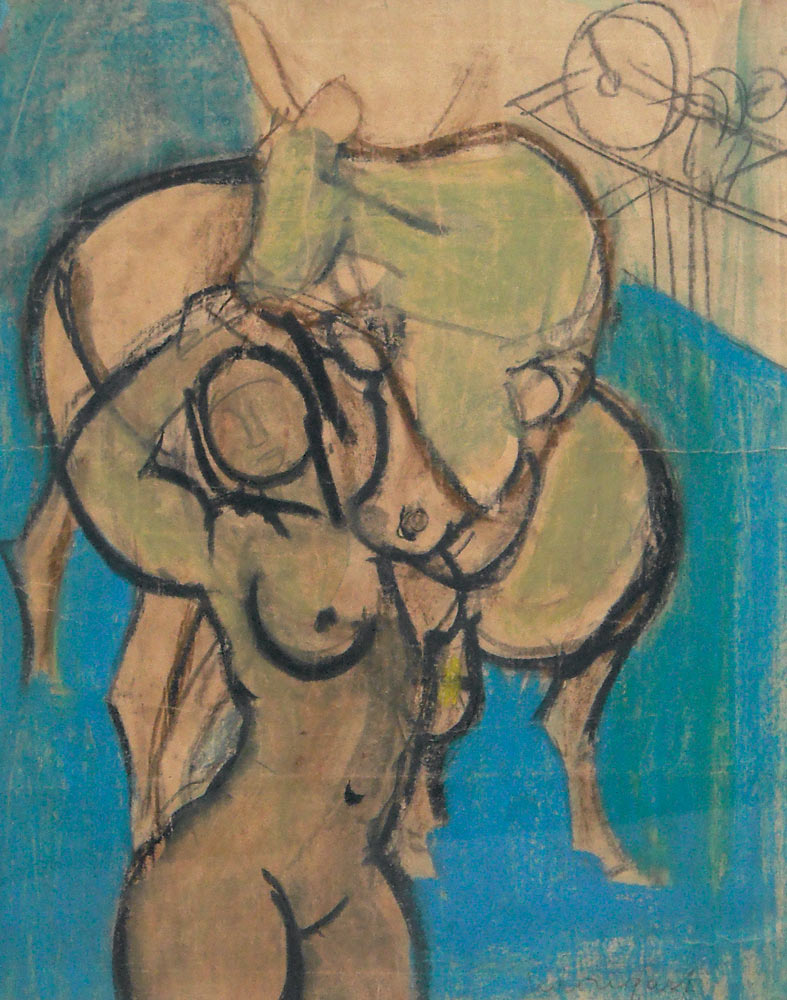
Сцена аллегорическая
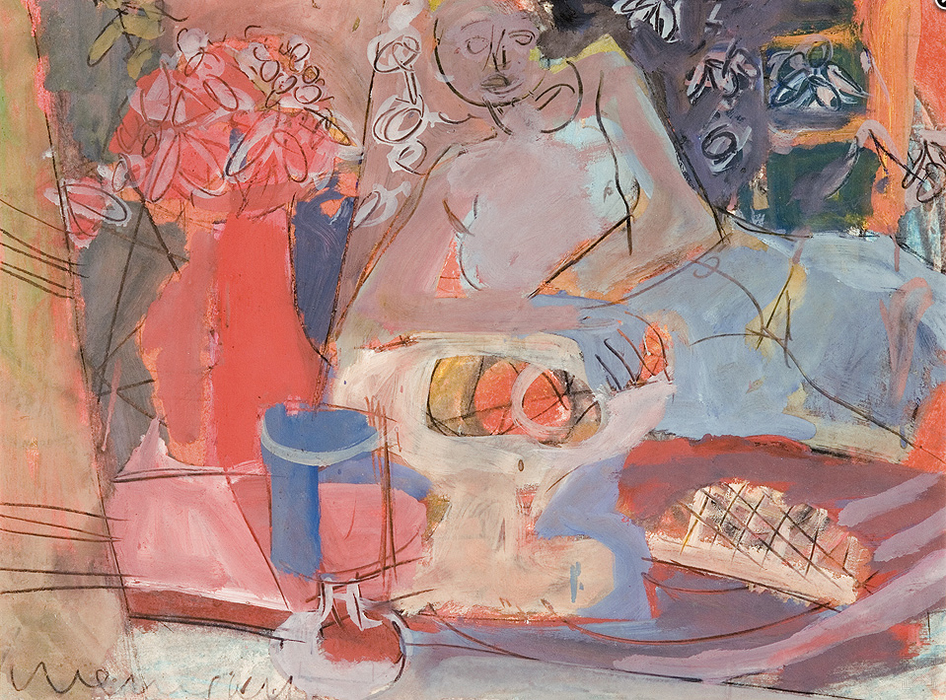
Женщина с цветами